# Sunny

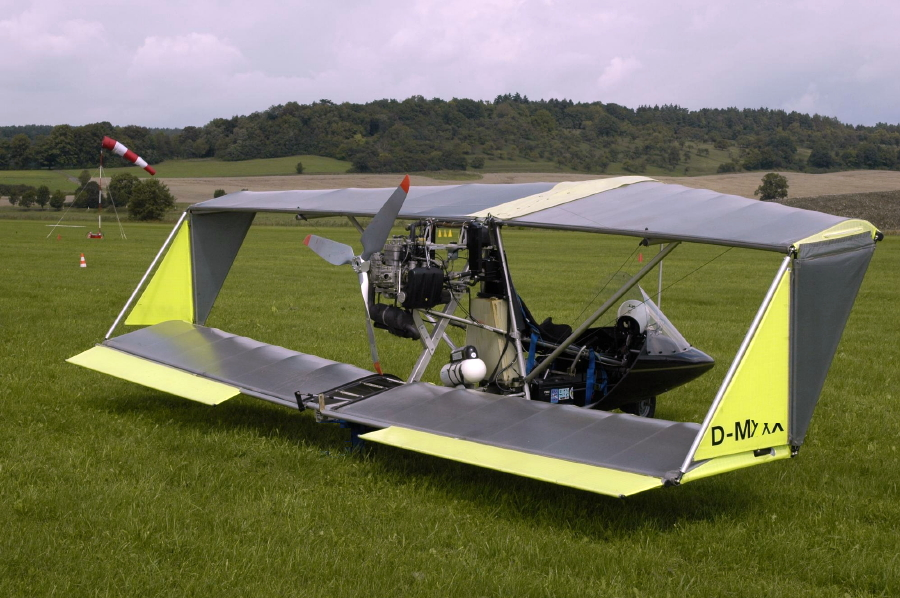
Letadlo Sunny ve verzi Sport

Sunny je řada ultralehkých letadel, která nemají ocas. Toto letadlo je velmi bezpečné, neboť má schopnost při výpadku motoru udělat takzvaný "Sackflug", tedy let "jako pytel". Speciálním postavením křídel letadlo dokáže bezpečně sednout na zem. Dopad může být tvrdší.

## Varianty
- Sunny Light, Maximální vzletová hmotnost 450 kg
- Sunny Sport, Maximální vzletová hmotnost 375/400 kg (již se nevyrábí)
- Sunny Side-by-Side, Maximální vzletová hmotnost 400/450 kg, sezení vedle sebe
- Sunny Targa, varianta Sunny Side-by-Side s plným sklolaminátovým pláštěm, vyrobeno asi 30 kusů mezi léty 1991 až 1994

Přípustné motory
- Hirth 3203EV, dvoutakt, 65 hp (koňských sil)
- Rotax 582, dvoutakt, 65 hp
- Rotax 912, čtyřtakt, 80 hp
- BMW 1000, čtyřtakt, 65-80 hp

- Hirth 3702E, dvoutakt, 80 hp (povolení v jednání)
- Verner SVS, čtyřtakt, 80 hp